# 拉梅尼特雷
拉梅尼特雷（法語：La Ménitré，法語發音：[la menitʁe] ⓘ）是法国曼恩-卢瓦尔省的一个市镇，位于该省中部偏东，属于昂热区。

## 地理
拉梅尼特雷（47°24'9"N, 0°16'6"W）面积17.37 平方千米，位于法国卢瓦尔河地区大区曼恩-卢瓦尔省，该省份为法国西部内陆省份，大致对应安茹地区，北起顺时针与马耶讷省、萨尔特省、安德尔-卢瓦尔省、维埃纳省、德塞夫勒省、旺代省、大西洋卢瓦尔省和伊勒-维莱讷省接壤。
与拉梅尼特雷接壤的市镇（或旧市镇、城区）包括：安茹地区博福尔、卢瓦尔-欧蒂永、马泽-米隆、热讷-瓦勒德卢瓦尔。

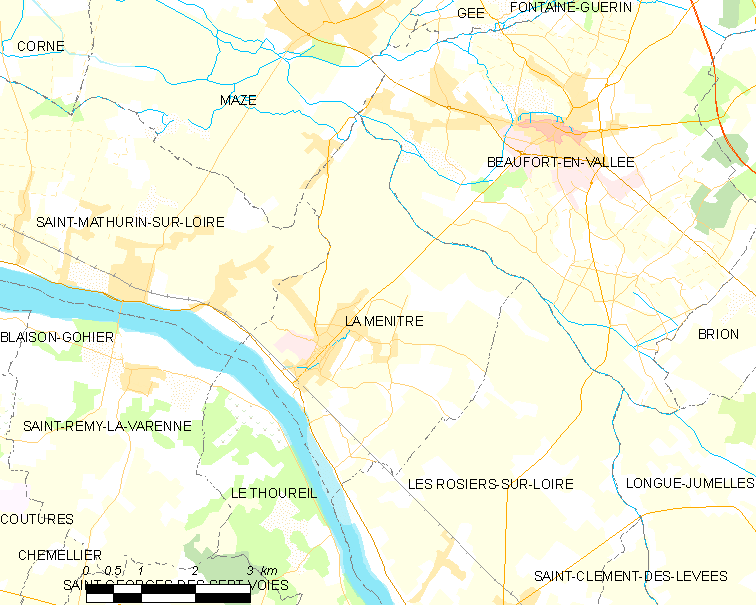
拉梅尼特雷的OSM定位图

拉梅尼特雷的时区为UTC+01:00、UTC+02:00（夏令时）。

## 行政
拉梅尼特雷的邮政编码为49250，INSEE市镇编码为49201。

## 政治
拉梅尼特雷所属的省级选区为昂热第七县。

## 人口

1962-2008年间拉梅尼特雷人口变化图示

拉梅尼特雷于2022年1月1日时的人口数量为2057人。